# Embuguaçuano Esporte Clube
O Embuguaçuano Esporte Clube é um clube brasileiro de futebol do município de Colméia, no estado de Tocantins, tendo sede inicial no estado de São Paulo, na cidade de Embu-Guaçu.
Fundada em 18 de fevereiro de 2017, suas cores são azul, amarelo, preto e branco. No mesmo ano, mandou seus jogos em Guaraí, também do interior tocantinense. O clube teve origem em 2010, na cidade de Embu-Guaçu, região metropolitana de São Paulo, como um clube empresa.
Em 2017, foi formada uma filial na cidade de Colméia, sendo campeão do Tocantinense de futebol amador. No segundo semestre do mesmo ano, disputa a segunda divisão do Estadual profissional,, mandando os seus jogos no Delfinão, em Guaraí, por conta da pouca capacidade de público do estádio municipal de Colméia. Em sua estreia o clube venceu de virada o Kaburé no Estádio Delfinão, em Guaraí, por dois a um. Com quatro pontos o clube supera a primeira fase, sendo eliminado nas Quartas de final pelo Capital, com uma vitória por um a zero e uma derrota por cinco a zero.
Após o campeonato daquele ano, o clube cobrou auxilio da federação local para fazer frente aos gastos, uma vez que, a partir de 2019 todos os clubes profissionais do Tocantins deveriam disputar todas as competições de base realizadas pela FTF, desde a categoria Sub-14 até a Sub-20.. No ano de 2018 o Embuguaçuano iniciou a preparação visando a classificação na Copa São Paulo de Futebol Júnior de 2020, via Estadual Sub-19, mas devido aos problemas financeiros o clube deixa de disputar todas as competições.